# Murat Ziázikov
Murat Magométovich Ziázikov (del ruso: Мурат Магометович Зязиков); nacido en Osh, República Socialista Soviética de Kirguistán; 10 de septiembre de 1957) es un político ruso que fue el segundo presidente de la república rusa meridional de Ingusetia desde 2002 hasta 2008, cuando el presidente ruso Vladímir Putin lo destituyó en medio de una crisis de violencia e inestabilidad política en Ingusetia.